# JC Latham
(en) Statistiques sur pro-football-reference
Jerome « JC » Latham, né le 8 février 2003 à Jackson (Mississippi), est un sportif professionnel américain de football américain évoluant au poste d'offensive tackle pour la franchise des Titans du Tennessee dans la National Football League (NFL) depuis 2024.
Sélectionné en 7e choix lors du premier tour de la draft par la franchise des Titans , il a joué auparavant au niveau universitaire pendant trois saisons pour le Crimson Tide de l'université de l'Alabama dans la NCAA Division I FBS et sa Southeastern Conference (SEC).

## Biographie

### Jeunesse
Latham naît le 8 février 2003 dans le Mississippi et grandit à Oak Creek dans le Wisconsin,,.
Il fréquente le lycée Catholic Memorial High School de Waukesha au Wisconsin, avant de rejoindre l'IMG Academy (en) de Bradenton en Floride,.
Au lycée, Latham joue aux postes d'offensive tackle et de defensive end et obtient une sélection pour participer à l'Under Armour All-America Game (en) de 2020.
Considéré comme une potentielle recrue cinq étoiles, Latham s'engage avec l'université de l'Alabama pour jouer au niveau universitaire,.

### Carrière universitaire
Latham est remplaçant lors des 14 matchs de la saison 2021 à Alabama.
L'année suivante, il est titularisé au poste de right tackle.
Au terme de la saison 2023, il est sélectionné dans la première équipe de la Southeastern Conference (SEC).
Plus tard, il déclare faire l'impasse sur sa dernière année d'éligibilité universitaire afin de se présenter à la draft 2024 de la NFL.

### Carrière professionnelle

#### NFL Scouting Combine
| Taille              | Poids           | Bras           | Main          | Sprint   | Sprint   | Sprint   | Shuttle 20 yards | 3 cones drill | Détente   | Détente     | Développé couché | Test Wonderlic |
| Taille              | Poids           | Bras           | Main          | 40 yards | 10 yards | 20 yards | Shuttle 20 yards | 3 cones drill | verticale | horizontale | Développé couché | Test Wonderlic |
| 1,97 m (6 ft 5¾ in) | 155 kg (342 lb) | 89 cm (35⅛ in) | 28 cm (11 in) | -        | -        | -        | -                | -             | -         |             | -                | -              |

#### Draft
Latham est sélectionné au 7e choix global lors du premier tour de la draft 2024 de la NFL par la franchise des Titans du Tennessee.